# Dòlar de Trinitat i Tobago
El dòlar de Trinitat i Tobago (en anglès Trinidad and Tobago dollar o, simplement, dollar) és la moneda oficial de l'estat insular de Trinitat i Tobago. Normalment s'abreuja $, o TT$ per diferenciar-lo del dòlar dels Estats Units i d'altres tipus de dòlars. El codi ISO 4217 és TTD. Se subdivideix en 100 cents.
El dòlar de Trinitat i Tobago fou establert el 1964 en substitució del dòlar de les Índies Occidentals Britàniques en termes de paritat 1 = 1.
Emès pel Banc Central de Trinitat i Tobago (Central Bank of Trinidad and Tobago), en circulen monedes d'5, 10, 25 i 50 cents i d'1 dòlar, i bitllets d'1, 5, 10, 20, 50 i 100 dòlars.

## Taxes de canvi
- 1 EUR = 7,6357 TTD (31 de març del 2006)
- 1 USD = 6,3035 TTD (31 de març del 2006)